# أنابينة لابية
أنابينة لابية (الاسم العلمي: Anabaena lapponica) هي نوع من البكتيريا تتبع جنس الأنابينة من الفصيلة النوستكية.